# Бардино (Псковская область)
Ба́рдино — деревня в Великолукском районе Псковской области России. Входит в состав сельского поселения «Борковская волость».
Расположена на юго-западе района между рекой Ловать и озером Комша (Комшино), в 46 км к юго-западу от города Великие Луки и в 4 км к юго-востоку от волостного центра деревни Борки.

## Население
Численность населения деревни по оценке на 2000 год составляла 45 жителей, на 2010 год — 43 жителя.